# 24 Horas de Le Mans de 1971
As 24 Hours of Le Mans de 1971 foi o 39º grande prêmio automobilístico das 24 Horas de Le Mans, tendo acontecido nos dias 12 e 13 de junho 1971 em Le Mans, França no autódromo francês, Circuit de la Sarthe.

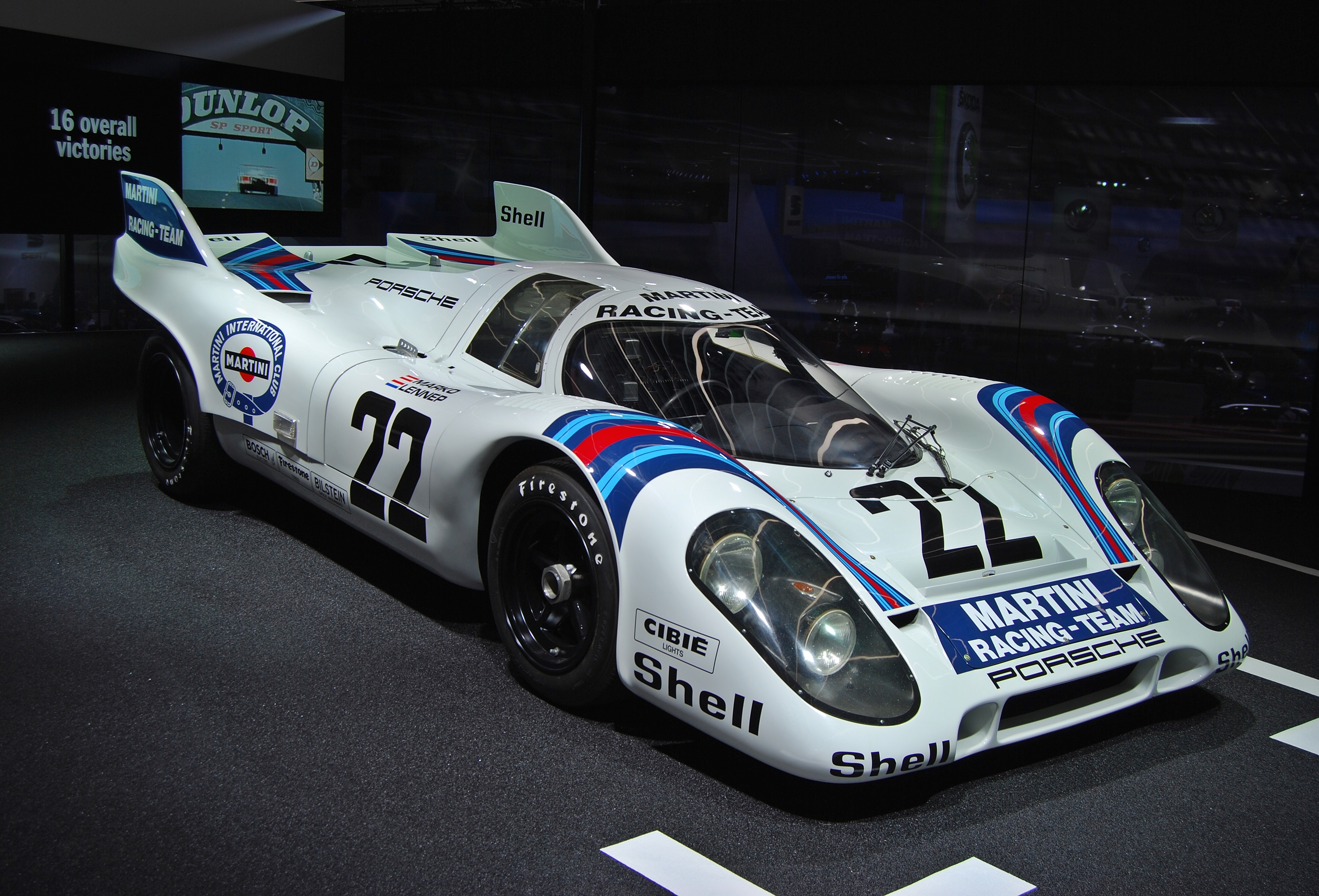
Porsche 917K de Helmut Marko e Gijs van Lennep

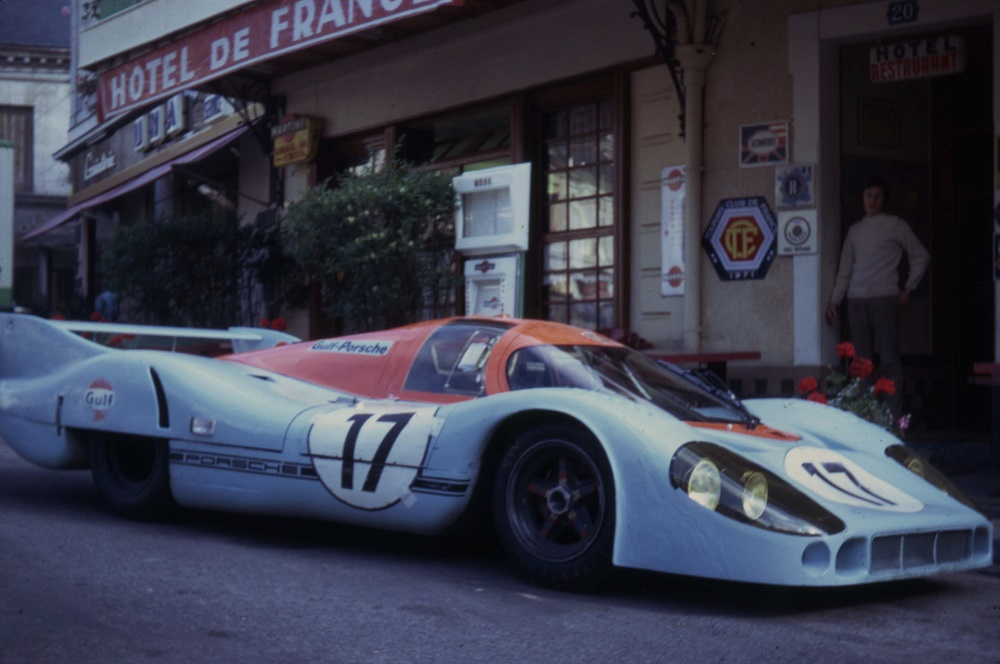
Porsche 917LH de Derek Bell e Jo Siffert estacionado ao lado do Hotel de France

## Resultados Finais
A lista abaixo é compilada a partir da fonte 24h-en-piste.
| Pos    | Classe  | No | Equipe                                      | Pilotos                                 | Chassis                     | Pneus | Voltas |
| Pos    | Classe  | No | Equipe                                      | Pilotos                                 | Motor                       | Pneus | Voltas |
| ------ | ------- | -- | ------------------------------------------- | --------------------------------------- | --------------------------- | ----- | ------ |
| 1      | S 5.0   | 22 | Martini Racing Team                         | Dr. Helmut Marko Gijs van Lennep        | Porsche 917K                | F     | 397    |
| 1      | S 5.0   | 22 | Martini Racing Team                         | Dr. Helmut Marko Gijs van Lennep        | Porsche 4.9L Flat-12        | F     | 397    |
| 2      | S 5.0   | 19 | John Wyer Automotive Engineering Ltd.       | Richard Attwood Herbert Müller          | Porsche 917K                | F     | 395    |
| 2      | S 5.0   | 19 | John Wyer Automotive Engineering Ltd.       | Richard Attwood Herbert Müller          | Porsche 4.9L Flat-12        | F     | 395    |
| 3      | S 5.0   | 12 | North American Racing Team (NART)           | Sam Posey Tony Adamowicz                | Ferrari 512M                | G     | 366    |
| 3      | S 5.0   | 12 | North American Racing Team (NART)           | Sam Posey Tony Adamowicz                | Ferrari 5.0L V12            | G     | 366    |
| 4      | S 5.0   | 16 | David Piper Autorace                        | Chris Craft David Weir                  | Ferrari 512M                | G     | 355    |
| 4      | S 5.0   | 16 | David Piper Autorace                        | Chris Craft David Weir                  | Ferrari 5.0L V12            | G     | 355    |
| 5      | S 5.0   | 58 | North American Racing Team (NART)           | Bob Grossman Luigi Chinetti Jr.         | Ferrari 365 GTB/4           | G     | 314    |
| 5      | S 5.0   | 58 | North American Racing Team (NART)           | Bob Grossman Luigi Chinetti Jr.         | Ferrari 4.4L V12            | G     | 314    |
| 6      | GT +2.0 | 63 | ASA Cachia Bundi                            | Raymond Touroul André Anselme           | Porsche 911S                | D     | 306    |
| 6      | GT +2.0 | 63 | ASA Cachia Bundi                            | Raymond Touroul André Anselme           | Porsche 2.4L Flat-6         | D     | 306    |
| 7      | P 2.0   | 49 | André Wicky Racing Team                     | Walter Brun Peter Mattli                | Porsche 907                 | F     | 306    |
| 7      | P 2.0   | 49 | André Wicky Racing Team                     | Walter Brun Peter Mattli                | Porsche 2.0L Flat-6         | F     | 306    |
| 8      | GT +2.0 | 38 | René Mazzia                                 | René Mazzia Jürgen Barth                | Porsche 911EC               | M     | 303    |
| 8      | GT +2.0 | 38 | René Mazzia                                 | René Mazzia Jürgen Barth                | Porsche 2.4L Flat-6         | M     | 303    |
| 9      | GT +2.0 | 42 | Jean Mésange                                | Jean Mésange "Gédéhem"                  | Porsche 911S                | D     | 298    |
| 9      | GT +2.0 | 42 | Jean Mésange                                | Jean Mésange "Gédéhem"                  | Porsche 2.2L Flat-6         | D     | 298    |
| 10     | GT +2.0 | 26 | Nicolas Koob                                | Erwin Kremer Nicolas Koob Günther Huber | Porsche 911S                | D     | 292    |
| 10     | GT +2.0 | 26 | Nicolas Koob                                | Erwin Kremer Nicolas Koob Günther Huber | Porsche 2.4L Flat-6         | D     | 292    |
| 11     | GT +2.0 | 39 | A.G.A.C.I.                                  | Guy Verrier Gérard Foucault             | Porsche 911S                | D     | 290    |
| 11     | GT +2.0 | 39 | A.G.A.C.I.                                  | Guy Verrier Gérard Foucault             | Porsche 2.2L Flat-6         | D     | 290    |
| 12     | GT +2.0 | 44 | The Paul Watson Race Organisation           | Paul Vestey Richard Bond                | Porsche 911S                | D     | 286    |
| 12     | GT +2.0 | 44 | The Paul Watson Race Organisation           | Paul Vestey Richard Bond                | Porsche 2.2L Flat-6         | D     | 286    |
| NC     | P 3.0   | 24 | Automobiles Ligier                          | Guy Ligier Patrick Depailler            | Ligier JS3                  | G     | 270    |
| NC     | P 3.0   | 24 | Automobiles Ligier                          | Guy Ligier Patrick Depailler            | Ford Cosworth DFV 3.0L V8   | G     | 270    |
| NC     | GT +2.0 | 36 | Écurie Jean Sage                            | Björn Waldegård Bernard Chenevière      | Porsche 911S                | D     | 263    |
| NC     | GT +2.0 | 36 | Écurie Jean Sage                            | Björn Waldegård Bernard Chenevière      | Porsche 2.4L Flat-6         | D     | 263    |
| 15 DNF | P 3.0   | 32 | Equipe Matra-Simca                          | Chris Amon Jean-Pierre Beltoise         | Matra-Simca MS660           | G     | 263    |
| 15 DNF | P 3.0   | 32 | Equipe Matra-Simca                          | Chris Amon Jean-Pierre Beltoise         | Matra 3.0L V12              | G     | 263    |
| 16 DNF | S 5.0   | 17 | John Wyer Automotive Engineering Ltd.       | Jo Siffert Derek Bell                   | Porsche 917LH               | F     | 240    |
| 16 DNF | S 5.0   | 17 | John Wyer Automotive Engineering Ltd.       | Jo Siffert Derek Bell                   | Porsche 4.9L Flat-12        | F     | 240    |
| 17 DNF | P 3.0   | 29 | André Wicky Racing Team                     | André Wicky Max Cohen-Olivar            | Porsche 908/2               | F     | 236    |
| 17 DNF | P 3.0   | 29 | André Wicky Racing Team                     | André Wicky Max Cohen-Olivar            | Porsche 3.0L Flat-8         | F     | 236    |
| 18 DNF | S 5.0   | 9  | Ecurie Francorchamps                        | Hughes de Fierlandt Alain de Cadenet    | Ferrari 512M                | F     | 235    |
| 18 DNF | S 5.0   | 9  | Ecurie Francorchamps                        | Hughes de Fierlandt Alain de Cadenet    | Ferrari 5.0L V12            | F     | 235    |
| 19 DNF | S 5.0   | 57 | Zitro Racing Team / Dominique Martin        | Dominique Martin Gérard Pillon          | Porsche 917K                | G     | 228    |
| 19 DNF | S 5.0   | 57 | Zitro Racing Team / Dominique Martin        | Dominique Martin Gérard Pillon          | Porsche 4.5L Flat-12        | G     | 228    |
| 20 DNF | S 5.0   | 6  | Scuderia Filipinetti Scuderia Picchio Rosso | Corrado Manfredini Giancarlo Gagliardi  | Ferrari 512M                | G     | 197    |
| 20 DNF | S 5.0   | 6  | Scuderia Filipinetti Scuderia Picchio Rosso | Corrado Manfredini Giancarlo Gagliardi  | Ferrari 5.0L V12            | G     | 197    |
| 21 DNF | GT +2.0 | 35 | Pierre Greub                                | Sylvain Garant Pierre Greub             | Porsche 911S                | D     | 196    |
| 21 DNF | GT +2.0 | 35 | Pierre Greub                                | Sylvain Garant Pierre Greub             | Porsche 2.4L Flat-6         | D     | 196    |
| 22 DNF | P 3.0   | 30 | Louis Cosson                                | Louis Cosson Helmut Leuze               | Porsche 908/2               | D     | 192    |
| 22 DNF | P 3.0   | 30 | Louis Cosson                                | Louis Cosson Helmut Leuze               | Porsche 3.0L Flat-8         | D     | 192    |
| 23 DNF | GT +2.0 | 1  | Écurie Léopard                              | Jean-Claude Aubriet Jean-Pierre Rouget  | Chevrolet Corvette Stingray | G     | 189    |
| 23 DNF | GT +2.0 | 1  | Écurie Léopard                              | Jean-Claude Aubriet Jean-Pierre Rouget  | Chevrolet 7.0L V8           | G     | 189    |
| 24 DNF | S 5.0   | 18 | John Wyer Automotive Engineering Ltd.       | Pedro Rodríguez Jackie Oliver           | Porsche 917L                | F     | 187    |
| 24 DNF | S 5.0   | 18 | John Wyer Automotive Engineering Ltd.       | Pedro Rodríguez Jackie Oliver           | Porsche 4.9L Flat-12        | F     | 187    |
| 25 DNF | S 5.0   | 15 | Escuderia Montjuich                         | José Juncadella Nino Vaccarella         | Ferrari 512M                | F     | 186    |
| 25 DNF | S 5.0   | 15 | Escuderia Montjuich                         | José Juncadella Nino Vaccarella         | Ferrari 5.0L V12            | F     | 186    |
| 26 DNF | GT 2.0  | 47 | André Wicky Racing Team                     | Jean-Jacques Cochet Jean Selz           | Porsche 911S                | D     | 183    |
| 26 DNF | GT 2.0  | 47 | André Wicky Racing Team                     | Jean-Jacques Cochet Jean Selz           | Porsche 2.0L Flat-6         | D     | 183    |
| 27 DNF | S 5.0   | 23 | Martini Racing Team                         | Reinhold Jöst Willi Kauhsen             | Porsche 917/20 "Pink Pig"   | F     | 180    |
| 27 DNF | S 5.0   | 23 | Martini Racing Team                         | Reinhold Jöst Willi Kauhsen             | Porsche 4.9L Flat-12        | F     | 180    |
| 28 DNF | P 3.0   | 28 | Auguste Veuillet / Établissement Sonauto    | Claude Ballot-Léna Guy Chasseuil        | Porsche 908/2               | D     | 169    |
| 28 DNF | P 3.0   | 28 | Auguste Veuillet / Établissement Sonauto    | Claude Ballot-Léna Guy Chasseuil        | Porsche 3.0L Flat-8         | D     | 169    |
| 29 DNF | GT 2.0  | 69 | Autohaus Max Moritz GmbH                    | Gerd F. Quist Dietrich Krumm            | Porsche 914/6 GT            | G     | 160    |
| 29 DNF | GT 2.0  | 69 | Autohaus Max Moritz GmbH                    | Gerd F. Quist Dietrich Krumm            | Porsche 2.0L Flat-6         | G     | 160    |
| 30 DNF | GT +2.0 | 2  | Greder Racing                               | Marie-Claude Charmasson Henri Greder    | Chevrolet Corvette Stingray | G     | 141    |
| 30 DNF | GT +2.0 | 2  | Greder Racing                               | Marie-Claude Charmasson Henri Greder    | Chevrolet 7.0L V8           | G     | 141    |
| 31 DNF | S 5.0   | 7  | Scuderia Filipinetti                        | Mike Parkes Henri Pescarolo             | Ferrari 512F                | G     | 120    |
| 31 DNF | S 5.0   | 7  | Scuderia Filipinetti                        | Mike Parkes Henri Pescarolo             | Ferrari 5.0L V12            | G     | 120    |
| 32 DNF | GT +2.0 | 65 | Jacques Dechaumel                           | Jacques Dechaumel Jean-Claude Parot     | Porsche 911S                | D     | 105    |
| 32 DNF | GT +2.0 | 65 | Jacques Dechaumel                           | Jacques Dechaumel Jean-Claude Parot     | Porsche 2.2L Flat-6         | D     | 105    |
| 33 DNF | GT +2.0 | 37 | Pierre Mauroy                               | Pierre Mauroy Jean-Claude Lagniez       | Porsche 911S                | D     | 78     |
| 33 DNF | GT +2.0 | 37 | Pierre Mauroy                               | Pierre Mauroy Jean-Claude Lagniez       | Porsche 2.4L Flat-6         | D     | 78     |
| 34 DNF | S 5.0   | 21 | Martini Racing Team                         | Vic Elford Gérard Larrousse             | Porsche 917L                | F     | 74     |
| 34 DNF | S 5.0   | 21 | Martini Racing Team                         | Vic Elford Gérard Larrousse             | Porsche 4.9L Flat-12        | F     | 74     |
| 35 DNF | GT +2.0 | 41 | Jean-Pierre Gaban                           | Jean-Pierre Gaban Willy Braillard       | Porsche 911S                | D     | 68     |
| 35 DNF | GT +2.0 | 41 | Jean-Pierre Gaban                           | Jean-Pierre Gaban Willy Braillard       | Porsche 2.2L Flat-6         | D     | 68     |
| 36 DNF | S 5.0   | 10 | Gelo Racing Team                            | Georg Loos Franz Pesch                  | Ferrari 512M                | F     | 63     |
| 36 DNF | S 5.0   | 10 | Gelo Racing Team                            | Georg Loos Franz Pesch                  | Ferrari 5.0L V12            | F     | 63     |
| 37 DNF | GT 2.0  | 46 | Ecurie Porsche Club Romand                  | Paul Keller Jean Sage                   | Porsche 914/6 GT            | F     | 61     |
| 37 DNF | GT 2.0  | 46 | Ecurie Porsche Club Romand                  | Paul Keller Jean Sage                   | Porsche 2.0L Flat-6         | F     | 61     |
| 38 DNF | GT +2.0 | 33 | Rey Racing                                  | Jean-Pierre Cassegrain Jacques Rey      | Porsche 911S                | D     | 58     |
| 38 DNF | GT +2.0 | 33 | Rey Racing                                  | Jean-Pierre Cassegrain Jacques Rey      | Porsche 2.4L Flat-6         | D     | 58     |
| 39 DNF | S 5.0   | 11 | Roger Penske / Kirk F. White                | Mark Donohue David Hobbs                | Ferrari 512M/P              | G     | 58     |
| 39 DNF | S 5.0   | 11 | Roger Penske / Kirk F. White                | Mark Donohue David Hobbs                | Ferrari 5.0L V12            | G     | 58     |
| 40 DNF | P 2.0   | 50 | Camel Filters Team Huron                    | Guy Edwards Roger Enever                | Lola T212                   | D     | 55     |
| 40 DNF | P 2.0   | 50 | Camel Filters Team Huron                    | Guy Edwards Roger Enever                | Ford Cosworth FVC 1.8L I4   | D     | 55     |
| 41 DNF | GT +2.0 | 34 | Richie Ginther Racing Inc.                  | Alain Johnson Elliot Forbes-Robinson    | Porsche 911S                | G     | 50     |
| 41 DNF | GT +2.0 | 34 | Richie Ginther Racing Inc.                  | Alain Johnson Elliot Forbes-Robinson    | Porsche 2.4L Flat-6         | G     | 50     |
| 42 DNF | GT +2.0 | 40 | Jean Egreteaud                              | Jean Egreteaud Jean-Marie Jacquemin     | Porsche 911S                | D     | 41     |
| 42 DNF | GT +2.0 | 40 | Jean Egreteaud                              | Jean Egreteaud Jean-Marie Jacquemin     | Porsche 2.2L Flat-6         | D     | 41     |
| 43 DNF | GT +2.0 | 66 | Rey Racing                                  | Jean-Claude Geurie Claude Mathurin      | Porsche 911S                | M     | 34     |
| 43 DNF | GT +2.0 | 66 | Rey Racing                                  | Jean-Claude Geurie Claude Mathurin      | Porsche 2.2L Flat-6         | M     | 34     |
| 44 DNF | GT +2.0 | 48 | Jean-Pierre Hanrioud                        | Jean-Pierre Hanrioud Mario Ilotte       | Porsche 911S                | P     | 27     |
| 44 DNF | GT +2.0 | 48 | Jean-Pierre Hanrioud                        | Jean-Pierre Hanrioud Mario Ilotte       | Porsche 2.2L Flat-6         | P     | 27     |
| 45 DNF | GT +2.0 | 43 | François Migault                            | Jean-Pierre Bodin Gilbert Courthiade    | Porsche 911S                | D     | 22     |
| 45 DNF | GT +2.0 | 43 | François Migault                            | Jean-Pierre Bodin Gilbert Courthiade    | Porsche 2.2L Flat-6         | D     | 22     |
| 46 DNF | P 3.0   | 60 | Claude Haldi                                | Claude Haldi Hans-Dieter Weigel         | Porsche 908/2               | F     | 18     |
| 46 DNF | P 3.0   | 60 | Claude Haldi                                | Claude Haldi Hans-Dieter Weigel         | Porsche 3.0L Flat-8         | F     | 18     |
| 47 DNF | S 5.0   | 5  | Racing Team VDS                             | Teddy Pilette Gustave Gosselin          | Lola T70 Mk.IIIB            | G     | 14     |
| 47 DNF | S 5.0   | 5  | Racing Team VDS                             | Teddy Pilette Gustave Gosselin          | Chevrolet 5.0L V8           | G     | 14     |
| 48 DNF | P 3.0   | 27 | Christian Poirot                            | Christian Poirot Jean-Claude Andruet    | Porsche 910                 | D     | 12     |
| 48 DNF | P 3.0   | 27 | Christian Poirot                            | Christian Poirot Jean-Claude Andruet    | Porsche 3.0L Flat-8         | D     | 12     |
| 49 DNF | S 5.0   | 14 | North American Racing Team (NART)           | Masten Gregory George Eaton             | Ferrari 512S Spyder         | G     | 7      |
| 49 DNF | S 5.0   | 14 | North American Racing Team (NART)           | Masten Gregory George Eaton             | Ferrari 5.0L V12            | G     | 7      |
| NQ     | GT +2.0 | 45 | C. Laurent                                  | Claude Laurent Jacques Marché           | Porsche 911S                | D     | NQ     |
| NQ     | GT +2.0 | 45 | C. Laurent                                  | Claude Laurent Jacques Marché           | Porsche 2.2L F6             | D     | NQ     |
| NQ     | GT +2.0 | 68 | Paul Watson Race Organisation               | John Chatham Mike Coombe                | Porsche 911S                | D     | NQ     |
| NQ     | GT +2.0 | 68 | Paul Watson Race Organisation               | John Chatham Mike Coombe                | Porsche 2.2L F6             | D     | NQ     |
| NQ     | GT 2.0  | 52 | Écurie Léopard                              | Jacques Bourdon Maurice Nussbaumer      | Alpine A110                 | M     | NQ     |
| NQ     | GT 2.0  | 52 | Écurie Léopard                              | Jacques Bourdon Maurice Nussbaumer      | Renault 1596cc S4           | M     | NQ     |
| NQ     | GT +2.0 | 64 | Porsche-Kremer Racing                       | Claude Buchet Jean-Paul Agére           | Porsche 911S                | D     | NQ     |
| NQ     | GT +2.0 | 64 | Porsche-Kremer Racing                       | Claude Buchet Jean-Paul Agére           | Porsche 2.4L F6             | D     | NQ     |

Legenda :DNQ = Não largou - DNF = Abandono - NC = Não classificado - DSQ= Desqualificado